# Coutierea
Coutierea is een geslacht van kreeftachtigen uit de klasse van de Malacostraca (hogere kreeftachtigen).

## Soort
- Coutierea agassizi (Coutière, 1901)